# نودوز (بشاريات الغربي)
نودوز (بالفارسية: نودوز) هي قرية تقع في إيران في قسم بشاریات الغربي الریفي. يقدر عدد سكانها بـ 959 نسمة.